# Egon Orowan

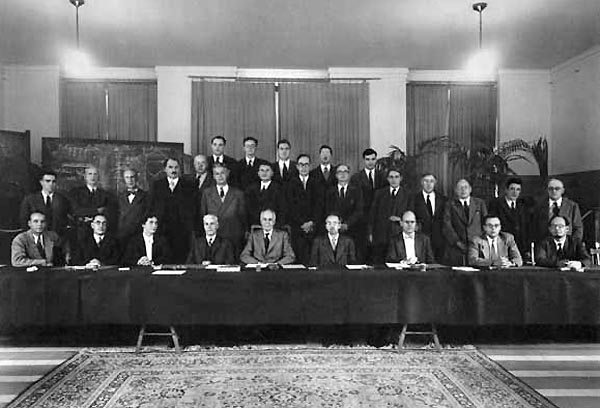
Congreso Solvay sobre Física en Bruselas (1951). De izquierda a derecha, sentado: Crussaro, N.P. Allen, Cauchois, Borelius, Bragg, Moller, Sietz, Hollomon, Frank; fila central: Rathenau,^{(nl)} Koster, Rudberg, ^{(sv)}, Flamache, Goche, Groven, Orowan, Burgers, Shockley, Guinier, C.S. Smith, Dehlinger, Laval, Henriot; fila superior: Gaspart, Lomer, Cottrell, Homes, Curien

Egon Orowan (en húngaro: Orován Egon) (2 de agosto de 1902 - 3 de agosto de 1989) fue un físico y metalúrgico húngaro nacionalizado británico. Según el físico György Marx, formaba parte del grupo de científicos de origen húngaro conocidos como Los Marcianos.

## Semblanza
Orowan nació en el distrito Óbuda de Budapest. Su padre, Berthold (muerto en 1933), era ingeniero mecánico y director de fábrica, y su madre, Josze (Josephine) Spitzer Ságvári, era hija de un terrateniente empobrecido.
En 1920 se inscribió en la Universidad de Viena, donde estudió química durante un año y astronomía durante otro. Después de seis meses de aprendizaje obligatorio desde su casa en Hungría, fue admitido en la Universidad Técnica de Berlín, donde estudió mecánica y luego ingeniería eléctrica. Con el tiempo comenzó sus propios experimentos en física, donde pasó a ser estudiante del profesor Richard Becker en 1928. En 1932 completó su doctorado sobre la fractura de la mica.
Poco después del ascenso al poder de Adolf Hitler en 1933, Orowan, que era de ascendencia parcialmente judía, se trasladó a Hungría, donde en 1934 escribió el famoso artículo sobre dislocaciones cristalinas. Había realizado los experimentos que apoyaban la teoría presentada en el artículo de Becker de 1925 mientras aún estaba en Berlín. En 1934, Orowan, aproximadamente al mismo tiempo que G. I. Taylor y Michael Polanyi, se dio cuenta de que la deformación plástica de los materiales (ductilidad) podía explicarse en términos de la teoría de dislocación desarrollada por Vito Volterra en 1905. Aunque el descubrimiento permaneció olvidado hasta después de la Segunda Guerra Mundial, sería fundamental en el desarrollo de la ciencia moderna de la mecánica de sólidos deformables.
En Hungría pasó algunas dificultades para encontrar un empleo, y pasó los años siguientes viviendo con su madre, repasando su investigación doctoral. Entre 1936 y 1939 trabajó para el fabricante de bombillas Tungsram, donde, con la ayuda de Mihály (Michael) Polanyi, desarrolló un nuevo proceso para la extracción del gas kriptón de la atmósfera terrestre.
En 1937, consciente de la inminencia de la guerra, aceptó la invitación de Rudolf Peierls y se trasladó a la Universidad de Birmingham, en el Reino Unido, donde trabajaron juntos en la teoría de la fatiga de materiales.
En 1939 se mudó a la Universidad de Cambridge, donde William Lawrence Bragg inspiró su interés por la cristalografía de rayos X. Durante la Segunda Guerra Mundial, trabajó en problemas de producción de municiones, particularmente en el de la fluencia plástica durante la rodadura. En 1944, fue fundamental para la revaluación de las causas de la pérdida de muchos buques de la Clase Liberty durante la guerra, identificando los problemas críticos de la sensibilidad a la muesca de las soldaduras de mala calidad y los efectos agravantes de las temperaturas extremadamente bajas del Océano Atlántico.
En 1950, se trasladó al Instituto de Tecnología de Massachusetts donde, además de continuar con su trabajo metalúrgico, desarrolló su interés por las fracturas en geología y glaciología.
En su último estudio, desarrolló los escritos del historiador tunecino del siglo XIV Ibn Jaldún para pronosticar un supuesto colapso final de la demanda del mercado similar a la afirmada por Karl Marx. Sus ideas encontraron poca aceptación entre la mayoría de los economistas.
A lo largo de su vida realizó numerosos inventos y registró diversas patentes.

## Honores
- Miembro de la Royal Society, (1947)[1][6]
- Miembro de la Academia Estadounidense de las Artes y las Ciencias, (1951)
- Miembro de la National Academy of Sciences, (1969);
- Medalla Bingham de la American Society of Rheology, (1959);
- Medalla Gauss del Braunschweiger Wissenschaftliche Gesellschaft, (1968);
- Medalla de Oro Vincent Bendix de la American Society for Engineering Education, (1971);
- Medalla Paul Bergse de la Danish Metallurgical Society, (1973);
- Medalla de Oro Acta Metallurgica, (1985).